# Komparatív előnyök modellje
A komparatív előnyök a nemzetközi gazdaságtan és a kereskedelem legfontosabb fogalmai közé tartoznak. Ha egy országnak egy termék előállításában komparatív előnye van egy másik országgal szemben, akkor a terméket ez az ország fogja előállítani, és egy részét saját gazdaságán belül felhasználni, más részét pedig exportálni. A másik országnak ugyanekkor komparatív hátránya van; ebből kifolyólag nem lesz érdemes gyártania az adott terméket. 

## Példa: Péter és Mihók kereskedik
Péter és Mihók az Óperenciás-tengeren túl élnek. Lakóhelyük legfőbb hátránya, hogy mindentől nagyon távol van, így a számukra szükséges dolgokat maguknak kell megtermelniük, továbbá amit megtermeltek, nem adhatják el másoknak. Az egyszerűség kedvéért feltételezzük, hogy csupán két jószágot „fogyasztanak”: almát és ruhát (ez utóbbit persze úgy, hogy hordják). Képességeik azonban eltérőek, Péternek például nem kell annyi órát dolgoznia egy alma előállításához, mint Mihóknak. (Az alma „előállítása” nyilván a fák gondozását, a gyümölcsök leszedését stb. jelenti.)
Azt, hogy egy kilogramm alma, illetve egy darab ruha előállításához hány percet kell dolgozniuk, az alábbi táblázat tartalmazza:
|      | Péter | Mihók |
| Alma | 25    | 50    |
| Ruha | 100   | 300   |

Látható, hogy Péter mind az almát, mind a ruhát kevesebb idő befektetésével tudja előállítani, vagyis hatékonyabban. Másképpen megfogalmazva: Péternek mind a ruha, mind az alma vonatkozásában abszolút előnye van Mihókkal szemben.
Tegyük fel, hogy Péter napi 400 percet kíván dolgozni. (Egy nap ugyebár 1440 perc.) Továbbá megfelezi az idejét: 200 percet tölt ruhagyártással, és 200-at almatermesztéssel. Ekkor 200 / 100 = 2 ruhát és 200 / 25 = 8 kiló almát állít elő. Persze Mihóknak sem érdemes elhenyélni az időt: ő kevésbé hatékony, ezért kénytelen többet, mondjuk 1200 percet munkálkodni, és szintén fele-fele arányban „gyárt” almát, illetve ruhát. 600 / 300 = 2 ruha és 600 / 50 = 12 kiló alma lesz a teljesítménye. Péter és Mihók egy nap folyamán összesen 4 ruhát és 20 kilogramm almát állít elő.
Kérdés, hogy nem volna-e érdemesebb lemondania Péternek annak a jószágnak a termeléséről, amit relatíve kevésbé hatékonyan állít elő. Amíg Mihók egy darab ruhát gyárt, addig Péter pontosan hármat; amíg Mihók egy kiló almát termel, addig Péter kettőt. A ruhagyártásban tehát Péternek relatív előnye van Mihókkal szemben az almatermeléshez képest. Nézzük most meg azt az esetet, amikor Péter csak ruhát állít elő, az almatermelésről pedig lemond, azt teljes egészében Mihók végzi. Ekkor az összes előállított ruhamennyiség 400 / 100 = 4 darab, az almamennyiség pedig 1200 / 50 = 24 kiló.
Látszik, hogy Péternek és Mihóknak a relatív előnyök alapján célszerűbb megosztania a termelést egymás között, ekkor ugyanannyi ruha, de néggyel több kiló alma jön létre, mint a másik esetben. A komparatív előnyök nem az abszolút, hanem a relatív előnyökből származnak. Péter a ruha, Mihók az alma „gyártásában” rendelkezik komparatív előnnyel.
Előfordulhat még, hogy Péter és Mihók árakat vezet be az almára és a ruhára, és ennek alapján cserélgetik őket egymás között. A komparatív előnyök persze ekkor is változatlanok maradnak; az alma és a ruha ára pedig külön-külön egyensúlyba fog kerülni. Sőt, még azt is elmondhatjuk, hogy a ruha és az alma árának aránya meg fog egyezni a relatív hatékonyságaik arányával: 3 lesz a 2-höz.
Péter és Mihók helyébe éppenséggel országokat is képzelhetnénk. Ráadásul a modell kiterjeszthető kettőnél több termékre is: ekkor is mindig lesz egy vagy több olyan termék, amit az egyik, és egy vagy több olyan, amit a másik országnak érdemes előállítania. Viszont abban az országban, amelyiknek a másikhoz képest több termékből van abszolút hátránya, alacsonyabbak lesznek a bérek. Így azonban még mindig jobban járnak az ország lakói, mint abban az esetben, ha nem a komparatív előnyök elve alapján kereskednének, hanem minden jószágot maguk próbálnának megtermelni.

## A modell története
A komparatív előnyök modellje David Ricardo angol klasszikus közgazdásztól származik. Korábban Adam Smith még az abszolút előnyök fontossága mellett érvelt; Ricardo jutott arra a következtetésre, hogy a kereskedelemben a relatív előnyöknek kell érvényesülniük. (Maga Ricardo  Anglia és Portugália posztó- és bortermelését vette példának.)

## A modell kritikája
A komparatív előnyök modellje azt sugallja, hogy minden ország jól jár, ha csak bizonyos termékek „gyártására” szakosodik, a többit pedig külkereskedelem útján szerzi meg. Mi több, ez a kereskedelem annál hasznosabb, minél nagyobb volumenű; ebből a megállapításból már következik, hogy a vámok csakis károsak lehetnek, mert megdrágítják az importot, így lehet, hogy már nem fogja megérni bizonyos termékekkel kereskedni (persze az import mennyiségi vagy adminisztratív korlátozásai is hasonló hatásúak). Tehát a legnagyobb hasznot a szabadkereskedelem jelenti.
Ricardo modellje alapján viszont még egy megállapítást tehetünk: azt, hogy az országok minden lakója számára is hasznot hoz a külkereskedelem, hiszen bérük alacsonyabb volna a kereskedelemtől való elzárkózás esetén. Itt azonban a modell már elrugaszkodik a valóságtól. A 19. század közepén Angliában eltörölték a hazai gabona védelméről szóló törvényt; ezt egyébként korábban maga Ricardo is szorgalmazta, éppen modelljének szabadkereskedelemre vonatkozó következtetésére hivatkozva. A törvény megszüntetésének hatására a gabona ára esni kezdett, az import – mivel már megérte – beözönlött Angliába, a földbirtokosok egy része, mivel nem tudta állni a versenyt, tönkrement. Az iparosok viszont az alacsonyabb élelmiszerárak miatt kevesebb bért fizethettek a náluk dolgozó munkásoknak, így hasznot húztak a változásokból. A társadalom bizonyos rétegeinek jól jött, másoknak kárt okozott a külkereskedelem.
Ricardo tévedése abban állt, hogy a komparatív előnyök modelljében a munkaerő az egyetlen termelési tényező, az pedig szabadon áramolhat a különböző termékek gyártására létrejött iparágak között. Így a munkásoknak nem okoz gondot, hogy a gabonatermelés megszűnik: egyszerűen átmennek a gyorsabban fejlődő iparba. Persze már ez a megállapítás is erősen vitatható, de a valóságban ráadásul nemcsak munkaerő létezik, hanem más termelési tényezők is: például a föld és a tőke. Ezek a tényezők pedig – különösen az előbbi – nem tudnak áramolni ipar és mezőgazdaság között, mert csak az egyik szektorban használhatók. Amikor az olcsó gabona elárasztotta Angliát, a föld mint termelési tényező nem tudott az iparba áramolni, így a földbirtokosok szükségszerűen tönkrementek.
Ricardo modelljét a 20. században a Heckscher-Ohlin-modell és a specifikus termelési tényezők modellje kísérelte meg jobban a valósághoz közelíteni.